# 吴嵩梁

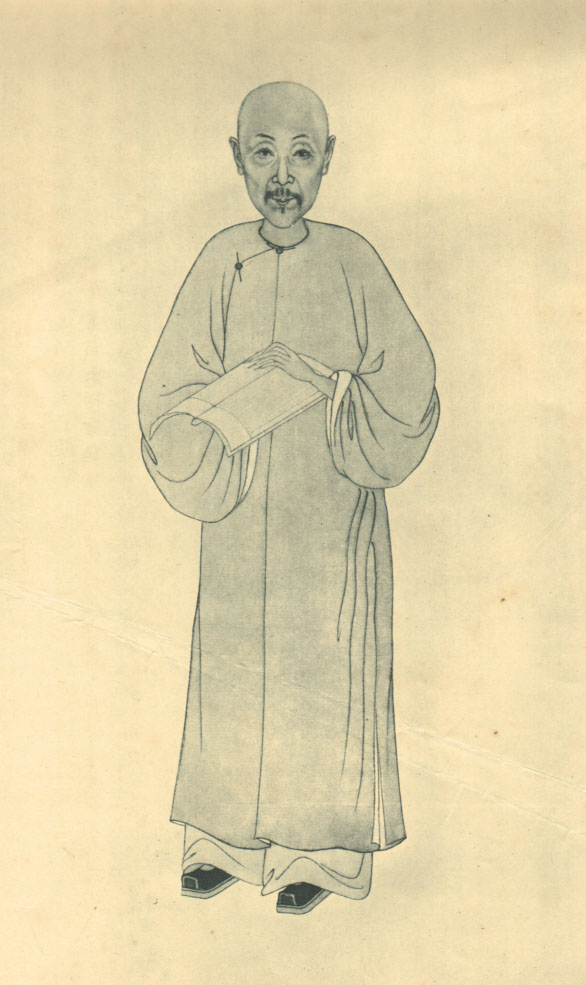
吴嵩梁

吴嵩梁（1766年—1834年），字子山，号兰雪。江西东乡人。

## 生平
乾隆三十一年（1766年）出生，十五歲即以文名，为杨股所知，受詩法於蔣士銓。嘉庆五年（1800年）举人。後屢試不第。嘉庆七年，候选国子监博士。嘉庆十四年，授内阁中书，官至贵州黔西州知州。有诗才，与黄景仁齊名，袁枚亦服其诗。有學生史胜书等。宣宗道光十四年（1834年）卒，年六十九岁。著有《香苏山馆全集》、《香苏山馆诗钞》（法式善序）。
嵩梁与龚自珍有来往。道光二年时龚曾为吴嵩梁夫妇二人作《桐君仙人招隐歌》长诗一首。朝鲜国使节来朝，特地搜寻吴诗带回，还为他建祠，种梅万株，称他为“诗佛”。嵩梁长久以来希望与妻妾一道归隐桐庐县东山，不果。只得在北京自宅匾额上写“九里梅花村舍”聊以自娱。其妻蒋徽，号琴香。能琴擅画，有《琴香阁诗笺》。